# Mario Gastan
Mario Gastan (11 novembre 1969) è un ex calciatore uruguaiano,  di ruolo difensore.

## Carriera

### Club
Ha sempre giocato nel campionato uruguaiano vestendo in ogni occasione la maglia di un club di Montevideo.

### Nazionale
Ha giocato la sua unica partita per la Nazionale uruguaiana nel 1998.